# Bigpoint Games
Bigpoint Games è un portale web di giochi che contiene mmog bowser e download. Bigpoint è fra primi tre più grandi portali giochi al mondo, primo in Germania con oltre 100 milioni di registrazioni superando Electronic Arts e altri produttori. Bigpoint Games sviluppa e modifica moltissimi giochi online e la sua pubblicità è diffusa attualmente in moltissimi siti web e superando ancora le società sopra citate.

## Lista giochi sviluppati da Bigpoint
- Farmerama
- Deepolis
- War Of Titans
- Battlestar Galactica online
- ActionLeague
- BeBees
- Damoria
- DarkOrbit
- Deepolis
- Drakensang
- Gladius II - Arenas of Glory
- Hockey Manager
- K.O. Champs
- Mafia 1930
- Seafight
- Pirate Storm
- Puzzle Pirates
- Soccer Manager
- Space Invasion o Spaceinvasion
- SpeedCars
- The Pimps
- XBlaster
- Dino Storm
- Skyrama